# ボルハ・マジョラル・モラ
- ボルハ・マジョラル・モジャ
- ボルハ・マヨラル・モヤ

ボルハ・マジョラル・モジャ（スペイン語: Borja Mayoral Moya、1997年4月5日 - ）は、スペイン・パルラ出身のサッカー選手。ヘタフェCF所属。ポジションはフォワード。

## 経歴

### クラブ

#### レアル・マドリード
2004年から2007年までは地元パルラにあるADパルラの下部組織で過ごし、2007年7月1日にレアル・マドリードの下部組織に入団した。2014年にレアル・マドリード・カスティージャへ昇格。2015年8月4日に行われたアウディカップ2015のトッテナム・ホットスパー戦の後半37分にガレス・ベイルと交代でピッチに立ち、トップチームデビュー。翌日に行われたアウディカップ2015・決勝のバイエルン・ミュンヘン戦でも後半27分から出場した。同年10月に行われたプリメーラ・ディビシオン第10節・UDラス・パルマス戦でトップチームでの公式戦デビューを飾った。

#### ヴォルフスブルク
2016年7月21日、ドイツ・ブンデスリーガのVfLヴォルフスブルクへレンタル移籍。2017年6月12日、ヴォルフスブルクが買い取りオプションを使用しないことが発表された。

#### レアル・マドリード復帰
2017-18シーズン、レアル・マドリードに復帰し、2017年9月17日の第4節レアル・ソシエダ戦でレアル・マドリードのトップチームでの公式戦初ゴールを記録した。

#### レバンテ
2018年8月31日、レバンテUDに1シーズンのレンタル移籍。
2019年7月29日、2019-20シーズンも引き続きレバンテUDへレンタル移籍することが発表された。

#### ローマ
2020年10月2日、ASローマに2年間のレンタルで移籍した。レンタル料は200万ユーロ。買取オプションが付帯しており、2020-21シーズン終了までは1500万ユーロ、2021-22シーズンは2000万ユーロで買取オプションを行使することができる。買取オプションが行使された場合は2025年6月30日までの契約が締結される。

#### ヘタフェ
2022年1月13日、ヘタフェCFにシーズン終了までのレンタルで移籍した。同年8月1日に完全移籍。

### 代表

#### U-19代表
2015年にギリシャで行われたU-19欧州選手権では、全5試合で3ゴールを記録。自身は得点王となり、スペイン代表のここ14年で7回目となる優勝に貢献した。

## 個人成績
| クラブ              | シーズン | リーグ         | 国内リーグ | 国内リーグ | 国内カップ | 国内カップ | 欧州カップ | 欧州カップ | その他 | その他 | 通算 | 通算 |
| クラブ              | シーズン | リーグ         | 出場       | 得点       | 出場       | 得点       | 出場       | 得点       | 出場   | 得点   | 出場 | 得点 |
| ------------------- | -------- | -------------- | ---------- | ---------- | ---------- | ---------- | ---------- | ---------- | ------ | ------ | ---- | ---- |
| レアル・マドリード  | 2014-15  | プリメーラ     | 0          | 0          | 0          | 0          | 0          | 0          | 0      | 0      | 0    | 0    |
| レアル・マドリード  | 2015-16  | プリメーラ     | 6          | 0          | 0          | 0          | 0          | 0          | 0      | 0      | 6    | 0    |
| VfLヴォルフスブルク | 2016-17  | ブンデスリーガ | 19         | 2          | 2          | 0          | -          | -          | 0      | 0      | 21   | 2    |
| レアル・マドリード  | 2017-18  | プリメーラ     | 14         | 3          | 0          | 0          | 4          | 1          | 0      | 0      | 18   | 4    |

## タイトル

### クラブ
レアル・マドリード
- UEFAスーパーカップ：1回（2017年）
- スーペルコパ・デ・エスパーニャ：1回（2017年）
- FIFAクラブワールドカップ：1回（2017年）
- UEFAチャンピオンズリーグ：1回（2017-18）

### 代表
U-19スペイン代表
- UEFA U-19欧州選手権（2015）

U-21スペイン代表
- UEFA U-21欧州選手権（2019）

### 個人
- UEFA U-19欧州選手権・得点王（2015年）

## 代表歴
- U-19スペイン代表
  - 2015年 - UEFA U-19欧州選手権（優勝）
- U-21スペイン代表
  - 2017年 - UEFA U-21欧州選手権（準優勝）
  - 2019年 - UEFA U-21欧州選手権（優勝）